# ユージン・ペイトン・ディートリック
ユージン・ペイトン・ディートリック・ジュニア（Eugene Peyton Deatrick, Jr.、1924年11月17日 - 2020年12月30日）は、アメリカ合衆国の軍人。アメリカ空軍のパイロットとして様々な作戦に参加したほか、テストパイロットとしての任務にも従事していた。
ベトナム戦争中、ディーター・デングラー海軍大尉の救出作戦に参加したことで知られている。この救出作戦についてはヴェルナー・ヘルツォーク監督の映画『Little Dieter Needs to Fly』や『戦場からの脱出』（原題：Rescue Dawn）、ブルース・B・ヘンダーソンの著書でベストセラーにもなった書籍『Hero Found: The Greatest POW Escape of the Vietnam War』に詳しい。

## 陸軍入隊まで
1924年、ペンシルベニア州ピッツバーグにて生を受ける。母リリー・ベル・セフトン・ディートリック（Lily Bell Sefton Deatrick）と父ユージン・P・ディートリック・シニア（Eugene P. Deatrick, Sr）の間に生まれた唯一の子供だった。両親は共に博士号を持つウエストバージニア大学の教授で、母は化学の、父は農学のクラスで教鞭を執っていた。その為、彼もウェストバージニア大のあるウェストバージニア州モーガンタウンで幼少期を過ごすこととなる。1942年、ワシントンD.C.のウッドロウ・ウィルソン高校を卒業。その後はウェストバージニア大学に進み、1年生の間には陸軍航空隊予備役に参加している。1943年6月、地元上院議員ジェニングス・ランドルフの推薦を受けて陸軍士官学校に進学した。

## 軍歴
ディートリックは1946年6月に陸軍士官学校を卒業し、そのまま陸軍航空隊に入隊した。当初はオクラホマ州イーニドでB-25爆撃機の乗員として勤務していたが、後にフロリダ州マクディル空軍基地の第307爆撃航空団に移り、B-29爆撃機の乗員となった。1947年から1948年まで、アラスカ州アダックの第10航空救難飛行隊（10th Air Rescue Squadron）に勤務し、B-17爆撃機、L-5連絡機、カタリナ飛行艇などを飛ばした。この時期、彼の上官を務めたのはノルウェー出身で北極探検家としても有名なベルント・バルチェン大佐だった。

### テストパイロット
1949年、第3759電子戦試験飛行隊（3759th Electronics Test Squadron）に配属される。同飛行隊の任務は新式のレーダー爆撃装備の試験を行うことであった。1950年、同飛行隊は航空兵装センターの所在するフロリダ州エグリン空軍基地に移る。ここでディートリックは爆撃機の機関テストパイロット（Engineering Test Pilot）に選ばれた。この任務についている間、彼は各種爆撃機の他にT-33練習機、P-51戦闘機、F-84戦闘機などを飛ばした。1951年、ディートリックは最初の生徒の1人として、カリフォルニア州エドワーズ空軍基地に設置された実験テストパイロット学校に入校。卒業後、オハイオ州ライト・パターソン空軍基地の爆撃機試験飛行師団（Bomber Flight Test Division）で5年間勤務した。この勤務の間、彼は複数の実験プログラムの中でB-47爆撃機やB-52爆撃機のテストフライトを行っている。

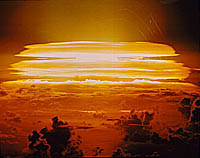
チェロキー熱核爆弾実験

1954年および1956年にはこれらの爆撃機に搭乗して太平洋核実験場における核実験に参加した。1954年のキャッスル作戦では、核爆発により生じる熱と圧力が飛行中の航空機に及ぼす影響を調査する為にB-47爆撃機を飛ばした。1955年、翌年に控えたレッドウィング作戦の準備の為にボーイング・フィールドまでB-52爆撃機を飛ばす。同年8月、ガイ・タウンゼント大佐はディートリックにボーイング爆撃機の操縦許可を与えた。B-52B爆撃機（機体番号52-0004）には、核爆発により生じる熱、爆風、圧力などを観測する為の機器が設置された。この特別な観測機はJB-52Bとして識別され、乗員からは同年の映画『The Tender Trap』のタイトルから取った「ザ・テンダー・トラップ」の愛称で呼ばれていた。1956年3月、操縦士チャールズ・G・アンダーソン（Charles G. "Andy" Anderson）と副操縦士ディートリックが搭乗した「ザ・テンダー・トラップ」は、エニウェトク環礁へと飛んだ。彼らは最初の投下型熱核爆弾実験であった「チェロキー」実験、最初の3段階式熱核爆弾実験であった「ズニ」を含む8回の爆撃に参加した。
1956年から1964年、ハウエル・エステス二世少将の副官を務め、エステスと共に世界各地での勤務を行う。1965年、ディートリックはベトナム派遣に志願した。これに伴い、フロリダ州ハールバート飛行場でA-1攻撃機搭乗員としての教育を受ける。この時、彼が所属したクラスはExpress-20だった。

### ベトナム戦争
1966年3月、ディートリックはベトナム共和国プレイクに駐屯していた第1航空コマンドー飛行隊（1st ACS）に指揮官として配属された。1966年3月9日、配属後4度目の慣熟飛行の折、彼は共産軍に攻撃されていた特殊部隊キャンプを支援する為、飛行ルートを変えてアーシャウ渓谷へと向かった。なお、この翌日には後に名誉勲章を受章する第1航空コマンドー飛行隊のバーナード・フィッシャーが敵占領下の飛行場に着陸した上で撃墜機の乗員救助を行っている。ディートリックはベトナムにおいてA-1E攻撃機に搭乗し402回の出撃に参加した。ディートリックはディーター・デングラー海軍大尉の救出作戦に参加したことでも知られる。彼は海軍航空隊のパイロットで、救出作戦の6ヶ月前に捕虜収容所を脱走していた。デングラーは後に救出が行われた1966年7月20日の状況について次のように回想している。
| 「 | スパッド（A-1攻撃機の愛称）の主翼は風防右下に位置するので、パイロットが地面を直接目視できるのは機体を90度傾けた時のみだ。ジーンが恐らく3秒ほどこの急傾斜を取った時、その数秒間のうちに、彼は眼下1000フィートの地面に白く光るものを見たのだ。私は平たい玉石の上に寝そべってパラシュートを降ってみせたが、ジーンには白い光にしか見えなかった……彼はもう一度確認の為に戻ってきた……今度は揺れる布も人の形も見えたはずだ。 | 」 |

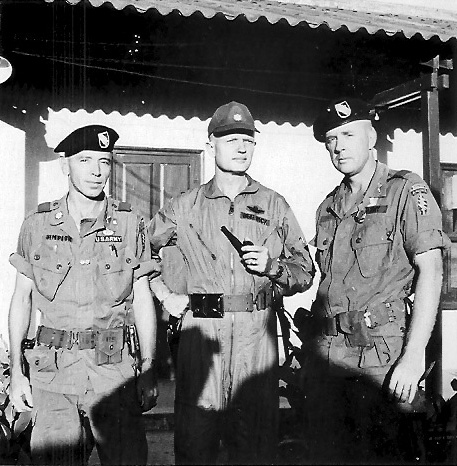
左からチャールズ・シンプソン、ディートリック、リー・パームリー（1966年11月、プレイク）

1966年11月10日、ディートリックは北ベトナム軍の待ち伏せを受けたタスクフォース・プロング（Task Force Prong）の隊長エレアザー・"リー"・パームリー4世（Eleazar "Lee" Parmly IV）の救出に参加した。パームリーはディートリックの士官学校時代の同級生でもあった。タスクフォース・プロングはグリンベレー隊員に指揮されたモンタニャードの3個中隊から成り、当時は第14歩兵連隊の側面援護を担当していた。そしてカンボジア国境付近のプレイトラップ渓谷（Plei Trap Valley）付近を偵察中、北ベトナム軍の6個大隊による攻撃を受けたのである。戦局が不利に傾き始めると、パームリーは無線を介して現地前線航空管制官であるパートリッジ大尉と次のようなやり取りを行った。
| 「 | 「ユージン・ディートリック大佐を知っているか？プレイクにいる第1航空コマンドー飛行隊の指揮官だが」 パートリッジは「もちろん」と応じる。 「結構」そう答えたパームリーは「では、同窓の旧友がひどくまずい状況に陥っていると彼に伝えてくれ」と続けた。 これを結び目まで擦り切れた学生ネクタイに期待するようなものと言い換えることもできる。そうだとしても、パームリーはほんの10分もしない内にディートリックが決して旧友を忘れていなかったことを知らされた。……パームリーはこの爆撃を利用して部下とともに渓谷の東側へと逃れた。 | 」 |

ディートリックは地上部隊との連携を強化する為、部下に対し慣熟飛行の際にも地上支援に参加することを勧めていた。彼の部下も最適な近接航空支援手段を選べるように地上との交信方法の改善を行っていた。

### テストパイロット学校

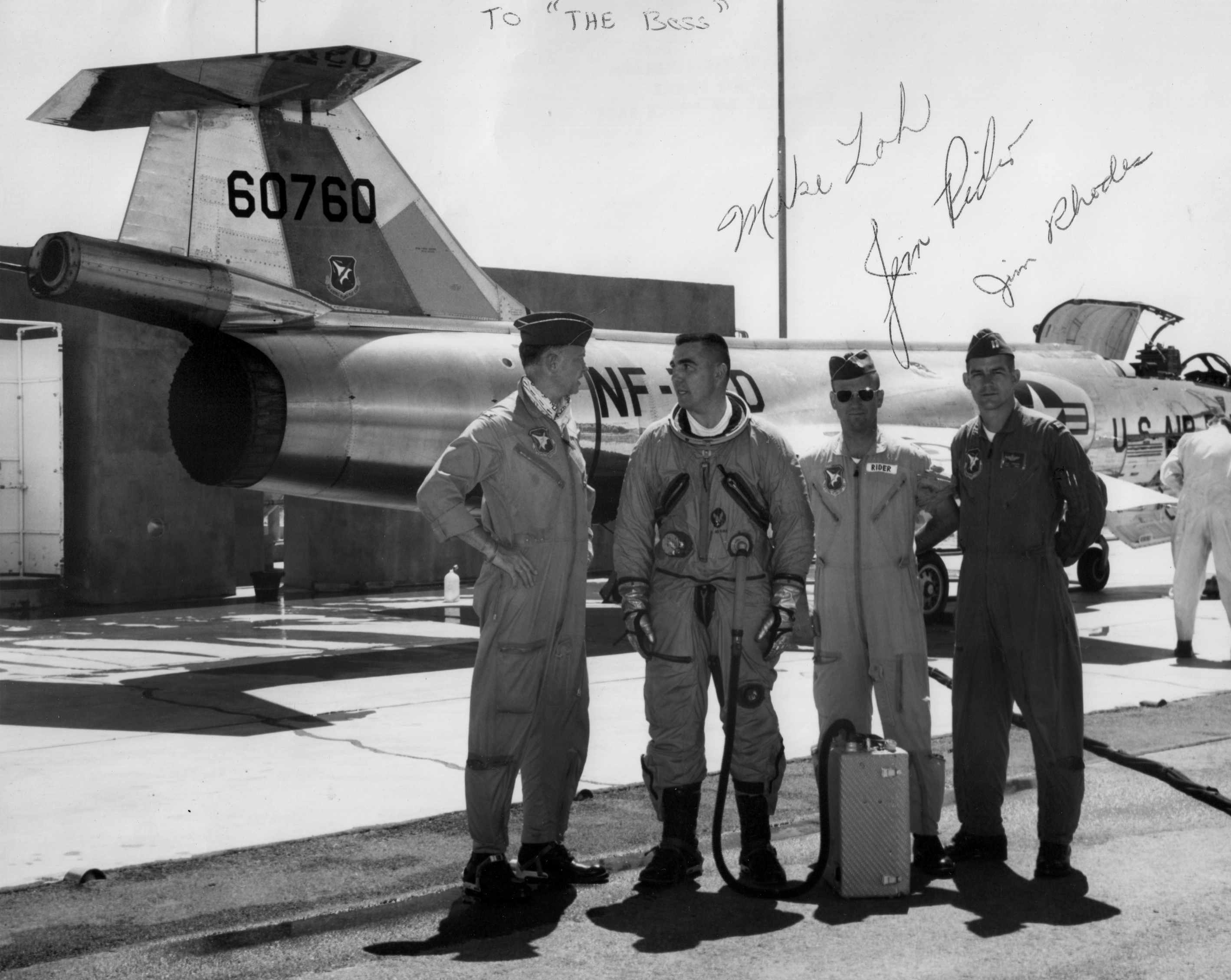
左から校長ディートリック、学生マイク・ロー、教官ジム・ライダー、教官ジム・ロードス。後ろにあるのはNF-104A練習機56-0760号機（1968年6月1日）

1967年初頭、ディートリックはアメリカ本土に帰還した。そして1967年5月から1968年6月まで、カリフォルニア州エドワーズ空軍基地の空軍航空宇宙研究パイロット学校で校長を務めた。1967年7月11日、同校に対して空軍殊勲部隊章が授与されている。
彼の在職中、同校ではNF-104A練習機を用いた教育が始まった。NF-104AはF-104戦闘機を原型とする宇宙飛行士養成用の特殊練習機であり、航空宇宙訓練機（Aerospace Trainer, AST）とも呼ばれた。3機のF-104戦闘機がNF-104A練習機としての改造を受けた。計画はパイロット学校によって管理されていたものの、試験飛行はロッキード社や空軍試験飛行センターから派遣された経験豊富なテストパイロットらによって行われ、教育中の学生が参加することはなかった。試験飛行は1963年から始まったが、同年12月10日にはNF-104A練習機の56-0762号機が機体が損傷した上パイロットも負傷する深刻な事故を起こした。残りの2機には安全のための改善が講じられ、また試験飛行時の最大高度および上昇角度も制限された。しかし1965年6月18日には56-0756号機が火災を起こす。その後、窒素消化システムを追加し、更なる飛行試験が行われた後、1968年5月になってようやく学生らによる訓練飛行が許可された。
当時、NF-104A練習機で教育を受けた学生の中には、後に航空戦闘軍団司令を務めるマイク・ローもいた。1971年6月、飛行中にロケットモーターが爆発する事故が起こったことで56-0756号機の廃棄が決定し、同年12月には訓練計画そのものが中止された。最後まで残ったNF-104A練習機56-0760号機は、空軍テストパイロット学校の正門に展示されている。
1967年5月27日、クッツタウン大学の学生寮ディートリック・ホールのデートストーン除幕式で講演を行う。この寮名はクッツタウン大学の教授だったディートリックの祖父、ウィリアム・ウィルバーフォース・ディートリック（William Wilberforce Deatrick）にちなんだ命名であった。1968年より国防大学に出席。1969年に卒業した後はアメリカ統合参謀本部付幕僚に就任。1972年からアンドルーズ空軍基地にて空軍システム軍団試験部長として勤務し、1974年にアメリカ空軍を退役する。

## 退役後

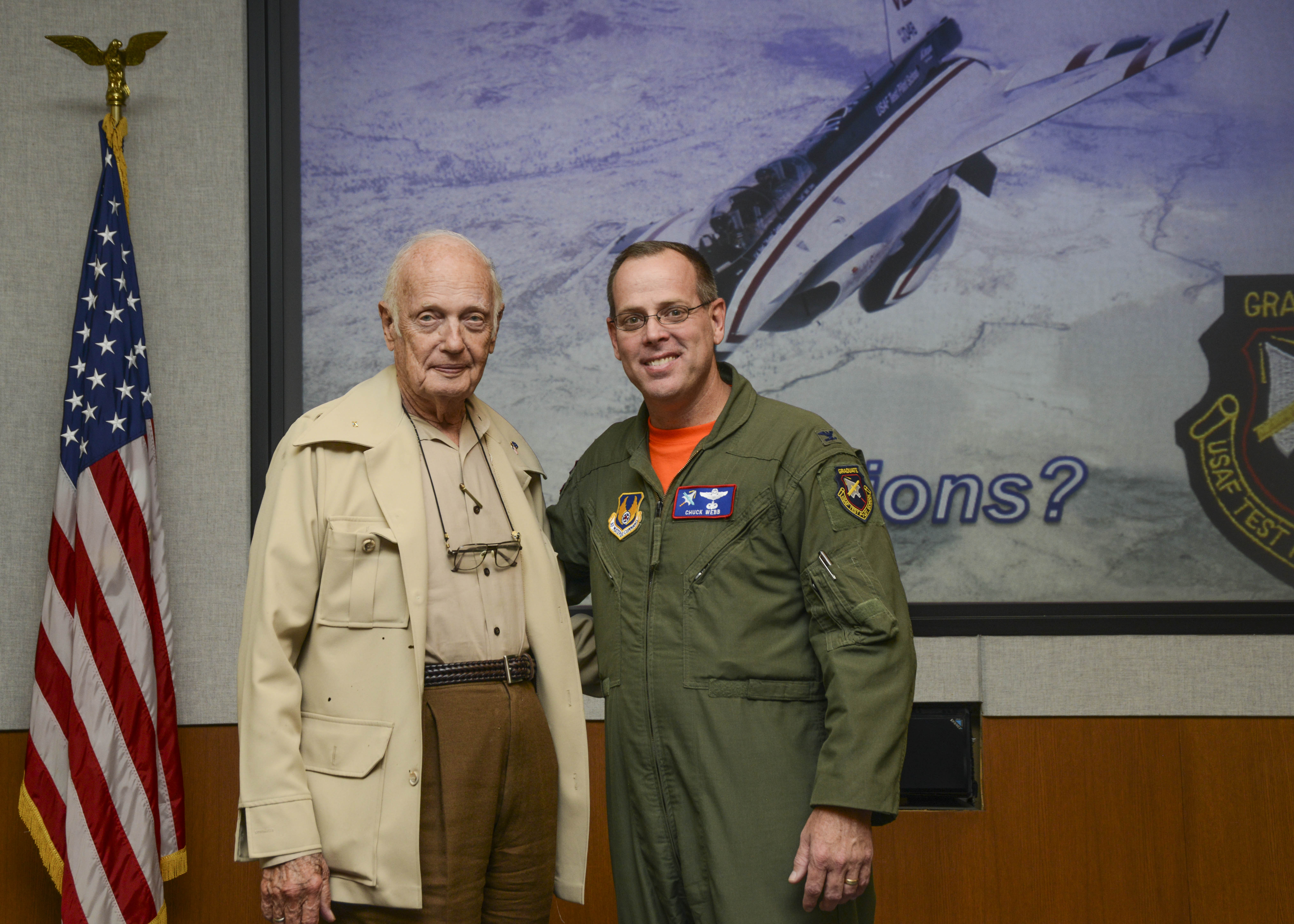
ディートリックとウェッブ大佐（2014年）

1996年、デングラー救出を題材とした映画『Little Dieter Needs to Fly』に出演した。1997年、空軍史家リチャード・ハリオン博士からベトナム戦争中のタイルウィンド作戦に関する取材を受ける。1999年3月9日、アーシャウの戦い30周年に当たるこの日にフィッシャーを称える為の式典がペンタゴンで開かれ、ディートリックを始めとする第1航空コマンドー飛行隊の元隊員らが集まった。2007年、アンドルーズ空軍基地で行われた映画『戦場からの脱出』のプレミア上映会に出席し、デングラー救出作戦に関する講演を行った。2012年時点で彼はバージニア州アレクサンドリアにて暮らしているという。家族は息子2人に孫2人、曾孫1人がある。妻ゼーン（Zane）は2012年1月に55歳で死去し、アーリントン国立墓地に埋葬された。
2014年10月、空軍テストパイロット学校70周年を記念する式典にて講演を行う為、ディートリックはエドワーズ空軍基地を再訪した。当時の校長チャールズ・ウェッブ・ジュニア大佐（Charles Webb Jr.）によるブリーフィングを受けた後、ディートリックは新しくなったテストパイロット学校内の見学を行った。彼は現行の制度において、卒業者に航空試験工学（Flight test engineer）の理学修士（Master of Science）の学位が与えられることを知り、特に喜んでいたという。

## 受章等
ディートリックはその軍歴の中で50機種以上の航空機に搭乗し、12,000時間以上の飛行に参加した。米軍人として、柏葉付レジオン・オブ・メリット、柏葉付殊勲飛行十字章、エア・メダル（22回）、Vデバイス付銅星章などを受章している。1969年、ジョージ・ワシントン大学から修士号（Masters Degree）を送られる。
ディートリックは1959年の実験テストパイロット協会（SETP）東海岸支部設立の際に集まった12人の創設メンバーの1人であり、1962年の第6回SETP委員会ではシンポジウム議長を務めた。1968年、ファイター・エース協会（Fighter Aces Association）の名誉会員となる。全米航空クラブ（National Aviation Club）では議長を3年務め、その他にもインターナショナル・オーダー・オブ・キャラクターズ（IOC）、オーダー・オブ・ディーダリアンズ、空軍協会、クワイエット・バードメンなどの飛行士・退役軍人団体に会員として名を連ねた。1995年、エストレラ・ウォーバード・ミュージアムにて、デングラーと共に捕虜生活や救出作戦に関する講演を行う。この講演は好評で、録音したものが国立アメリカ空軍博物館に所蔵されている。1999年1月、全米航空協会から、航空関連の業績を称えてクリフ・ヘンダーソン賞（Cliff Henderson Award）が贈られた。
2000年、オリバー・クロフォード、デューク・カニンガム、フィッツヒュー・フルトン、マイケル・ノヴォセル、ギュンター・ラル、エドワード・レクター、チャック・イェーガーといった著名なパイロットらと共に、ギャザリング・オブ・イーグルズの会員となる。2001年、ディートリックは空軍テストパイロット学校の殊勲卒業生（Distinguished Alumnus）に選ばれ、卒業生夕食会での講演を行った。2005年、米軍におけるテストパイロットとしての功績を称えられ、全米航空協会からウェスリー・マクドナルド賞（Wesley L. McDonald Elder Statesman of Aviation award）が贈られる。2006年、第38回全米航空宇宙教育会議（38th National Conference on Aviation and Space Education）の際、スコット・クロスフィールドの追悼の為に催されたハンガー・トークというイベントにパネリストとして招かれた。2007年には雑誌上でA-1攻撃機の著名な搭乗者として言及される。SETPの第51回シンポジウムの際にはテストパイロットの歴史に関する取材を受けた。